# Nikitsch
Nikitsch è un comune austriaco di 1 383 abitanti nel distretto di Oberpullendorf, in Burgenland. Abitato anche da croati del Burgenland, è un comune bilingue; il suo nome in croato è Filež. Nel 1971 ha inglobato i comuni soppressi di Kroatisch Geresdorf (in croato "Gerištof") e Kroatisch Minihof (in croato "Mjenovo").